# Río Jerga
Río Jerga är ett vattendrag i Spanien.   Det ligger i provinsen Provincia de León och regionen Kastilien och Leon, i den nordvästra delen av landet, 290 km nordväst om huvudstaden Madrid.